# Henia taurica
Henia taurica är en mångfotingart som först beskrevs av Seliwanoff 1884.  Henia taurica ingår i släktet Henia och familjen Dignathodontidae.
Artens utbredningsområde är Ukraina. Inga underarter finns listade i Catalogue of Life.